# Дегтярёво (Ярославская область)
Дегтярёво — деревня Охотинского сельского поселения Мышкинского района Ярославской области.
Деревня расположена на дороге, соединяющей центр сельского поселения Охотино с деревней Дубровки, стоящей на правом, северном берегу реки Юхоть. Она удалена на расстояние около 1 км от дерега Юхоти и около 1,5 км от берега Волги. Севернее её, на той же дороге в сторону Охотино стоит деревня Погорелки .
Деревня Дехтярева указана на плане Генерального межевания Рыбинского уезда 1792 года.
На 1 января 2007 года в деревне Дегтярёво числилось 2 постоянных жителя . Почтовое отделение, находящееся в селе Охотино, обслуживает в деревне 5 домов .